# Дворец Ходкевичей (Вильнюс)
Дворе́ц Ходке́вичей (лит. Chodkevičių rūmai) — дворец в стиле позднего классицизма в Старом городе Вильнюса, занимающий пространство квартала между улицами Диджёйи и Бокшто (Didžioji g. 4 / Bokšto g. 5). Во дворце с 1994 года располагается Вильнюсская картинная галерея (подразделение Литовского художественного музея), администрация и службы музея. Репрезентативный западный корпус дворца является одной из самых выдающихся доминант улицы Диджёйи. Комплекс корпусов дворца является объектом культурного наследия национального значения и охраняется государством; код в Регистре культурных ценностей Литовской Республики 26444.

## История

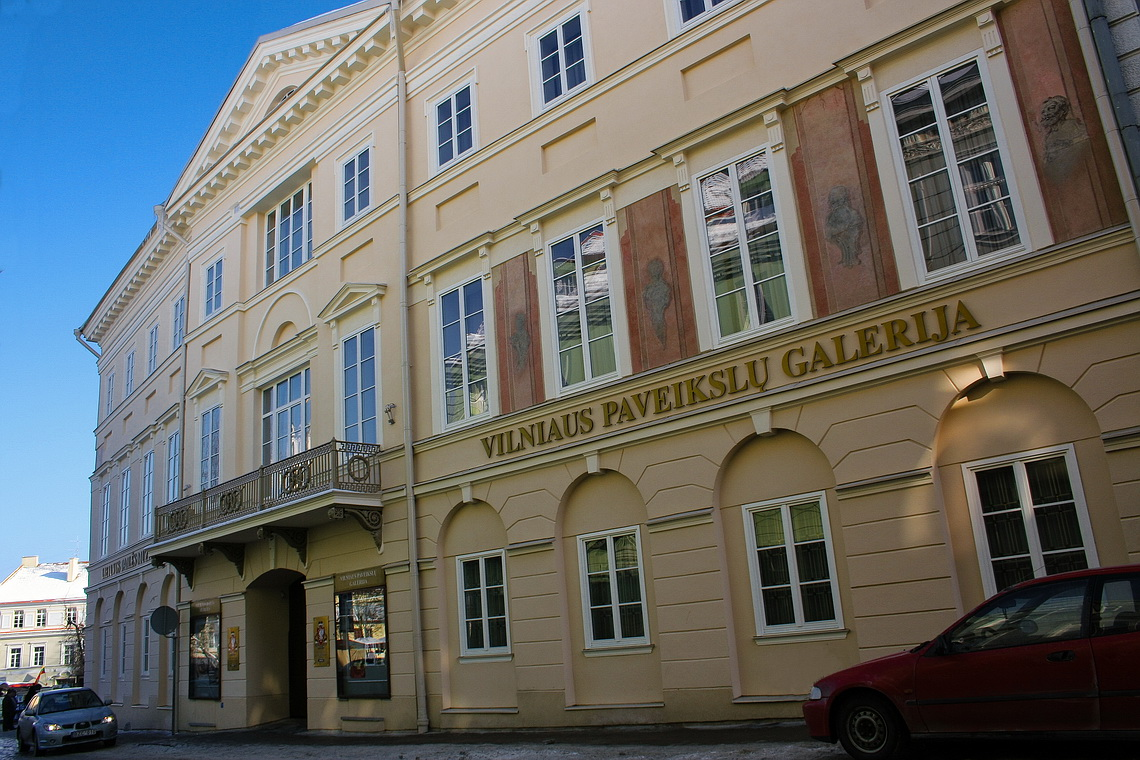
Главный фасад

Каменные здания на этой территории стояли уже в XVI веке. На рубеже XVI—XVII веков вельможный род Ходкевичей на их месте возвёл укреплённую городскую резиденцию с внутренним двором и башнями, приобретая стоявшие в этом месте и по соседству строения в 1611, 1619, 1647 годах. В 1691 году дворец ремонтировался. В XVII—XVIII веках дворец расширялся и перестраивался после войн и пожаров. 
В первой половине XVIII века дворец арендовал Кучерский, позднее — Пшездзецкий. В 1754—1762 годах дворец перестроен по проекту архитектора А. Виренера. В конце XVIII века принадлежавший Пусловским дворец пришёл в упадок и в 1803 году был приобретён Виленским университетом.

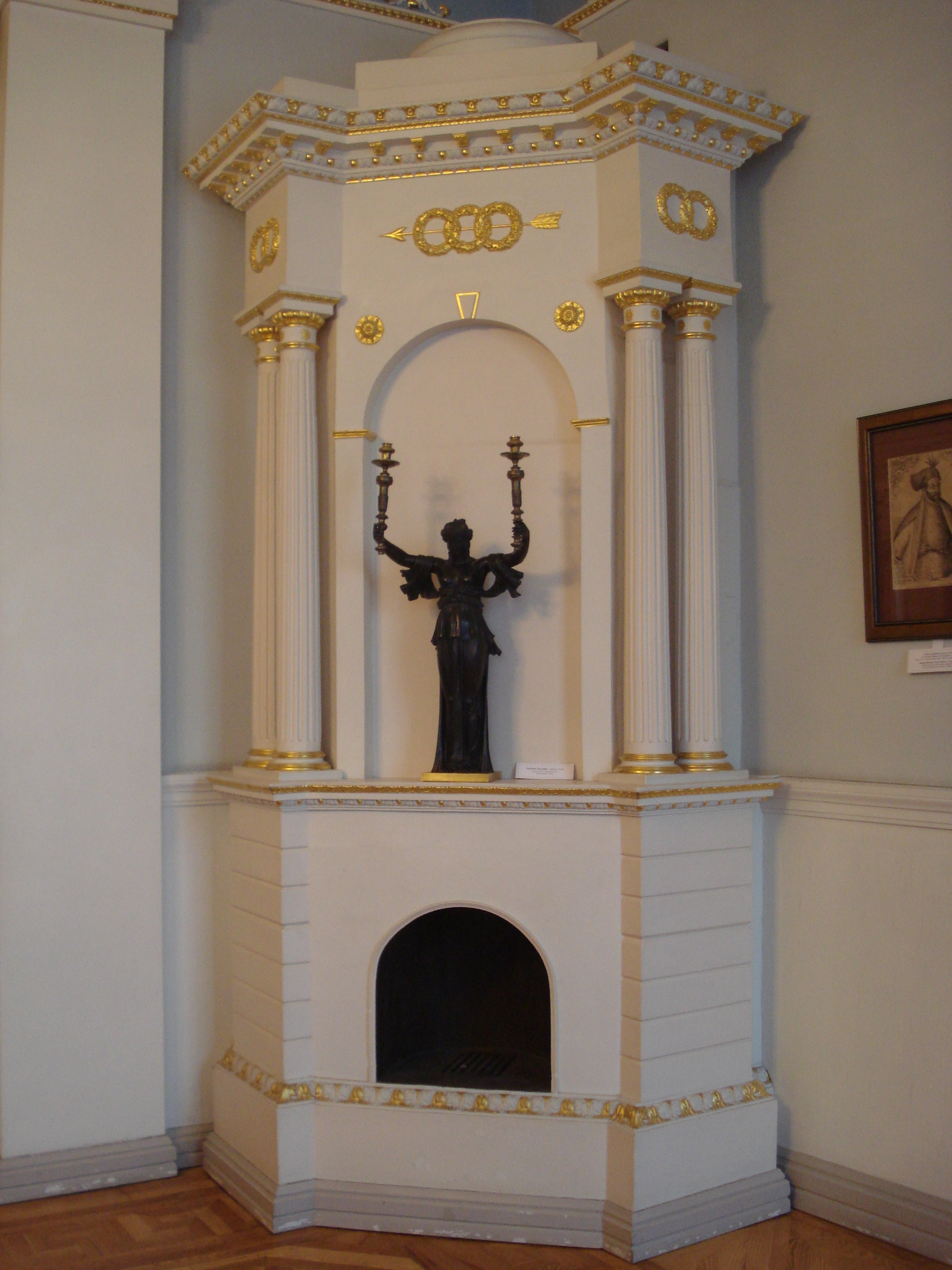
Детали интерьера: печь и светильник

В первой половине XIX века (около 1825—1834) дворец был ещё раз перестроен, предположительно по проекту архитектора Томаша (Фомы) Тышецкого: достроен третий этаж, удлинены два флигеля, построено служебное здание, благодаря чему образовался закрытый двор. Дворец обрёл нынешние формы классицизма и с тех пор почти не менялся. 
После упразднения Виленского университета в 1832 году дворец перешёл в ведение Виленской медико-хирургической академии. Здесь было общежитие студентов академии. В 1841 году бывший дворец Ходкевичей заняли управление Белорусского (позднее Виленского) учебного округа, Виленский цензурный комитет, жилые квартиры попечителя округа и его чиновников. 
В 1919 году здание перешло в собственность Университета Стефана Батория, затем Вильнюсского университета. Здесь были устроены квартиры профессоров, в которых жили историк Игнас Йонинас, философ Василий Сеземан, биолог Пранцишкус Шивицкис, психолог Йонас Вабалас-Гудайтис и другие. 
С 1994 года в шести исторических интерьерах и 17 выставочных залах после реконструкции дворца размещена экспозиция Вильнюсской картинной галереи, представляющее изобразительное искусство Литвы XVI — начала XX веков. В залах второго этажа сохранились свойственные классицизму элементы декора и интерьера (лепнина, печь), дополненные мебелью и произведениями прикладного искусства.

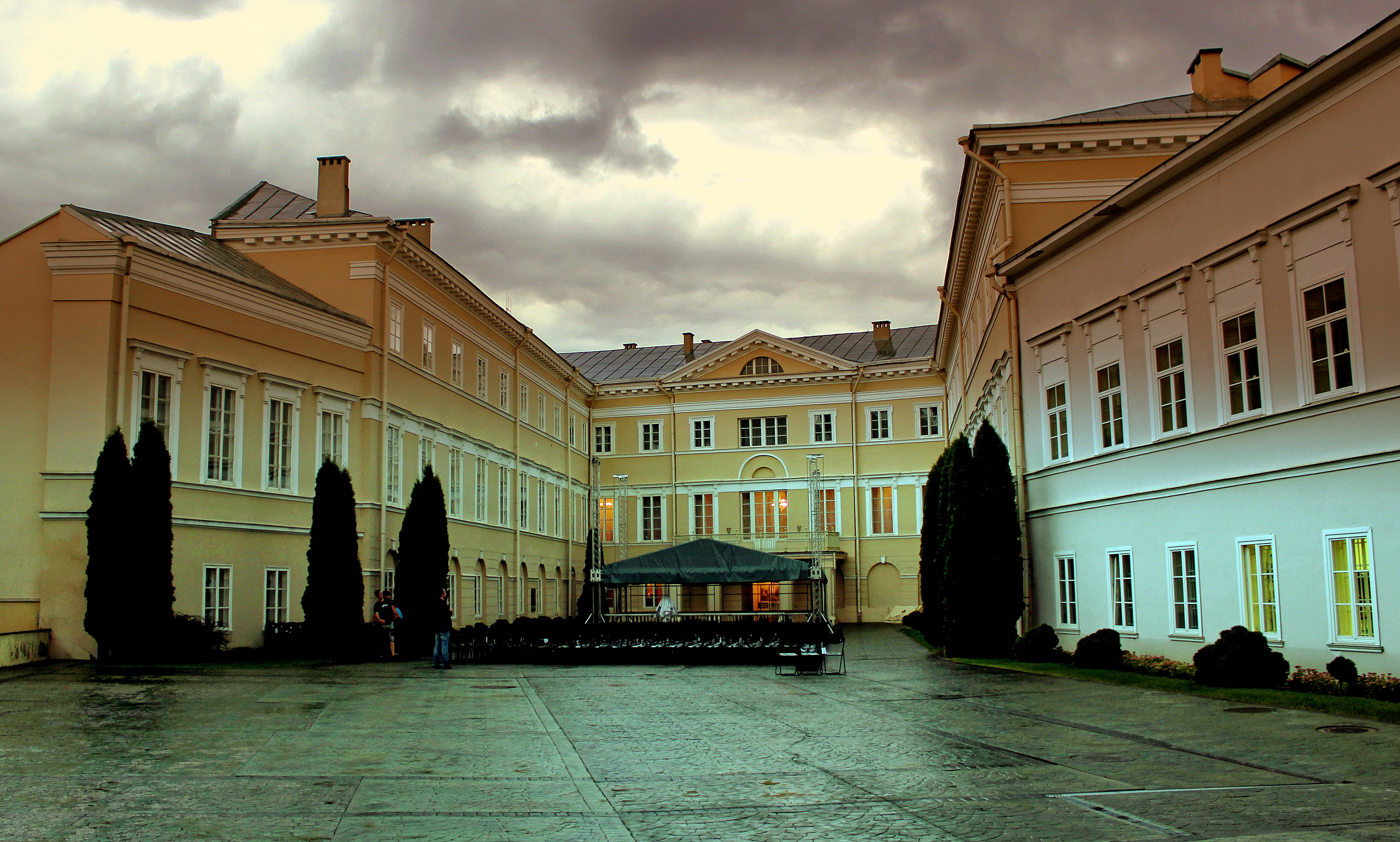
Внутренний двор

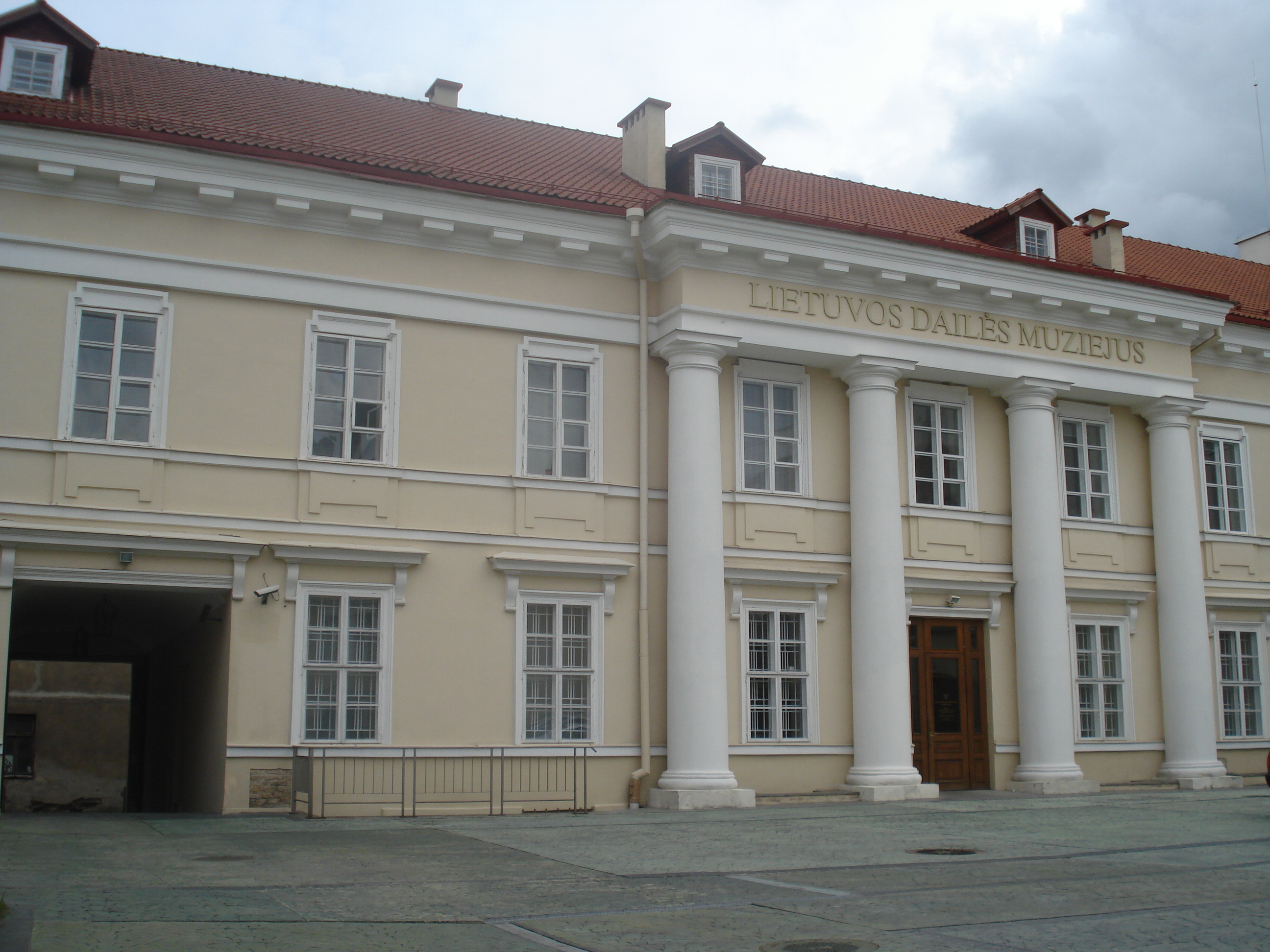
Портик двора

## Архитектура
Здание дворца представляет собой один из наиболее интересных архитектурных ансамблей в стиле классицизма в Вильнюсе. Здание формировалось в эпоху готики и барокко. В части здания, выходящего на улицу Диджёйи, сохранились готические подвалы, частично реконструированные в эпоху Ренессанса.
Северная стена западного корпуса также готическая. Кровля крыта черепицей. 
Здание трёхэтажное, за исключением двухэтажного корпуса официны на восточной стороне, выходящего на Бокшто.    
Главный западный фасад с балконом над въездом во двор выходит на улицу Диджёйи. Образующие дворец корпуса образуют просторный двор неправильного плана, два подъезда которого выходят на обе улицы — Диджёйи и Бокшто. Во дворе выделяется восточный фасад с плоским портиком без фронтона и четырьмя дорическими колоннами.